# 베트남족제비오소리
베트남족제비오소리(Melogale cucphuongensis)는 족제비과에 속하는 포유류의 일종이다. 2005년 3월, 족제비오소리속에 속하는 네번째 종으로 등록되었다. 자와섬과 발리섬, 보르네오섬 북동부 등 인도차이나 지역에 분포한다. 베트남 꾹펑 원시자연림에서 처음 발견되었다.
2018년 9월 22일, 인도네시아 정부는 베트남족제비오소리를 멸종위기동물로 지정하였다.